# Lipotriches lamellicornis
Lipotriches lamellicornis là một loài Hymenoptera trong họ Halictidae. Loài này được Friese mô tả khoa học năm 1911.